# Ceramidiodes mathani
Ceramidiodes mathani är en fjärilsart som beskrevs av Rothschild 1912. Ceramidiodes mathani ingår i släktet Ceramidiodes och familjen björnspinnare. Inga underarter finns listade i Catalogue of Life.